# Henry Stephen Kemble
Henry Stephen Kemble (15 de setembro de 1789 — 22 de junho de 1836) foi um ator britânico e filho de Stephen Kemble. Kemble nasceu em Villiers Street, Strand, Londres.
Durante a direção de seu pai de Drury Lane (1818-1819), Kemble desempenhou vários papéis importantes, para o qual ele parecia bastante inqualificável.